# NGC 6280/2
NGC 6280/2 је галаксија у сазвежђу Змијоноша која се налази на NGC листи објеката дубоког неба.
Деклинација објекта је + 6° 40' 3" а ректасцензија 17h 1m 58,1s. Привидна величина (магнитуда) објекта NGC 6280 износи 15,0 а фотографска магнитуда 16,0. NGC 62802 је још познат и под ознакама MCG 1-43-8, CGCG 53-26, ARAK 512, PGC 1305241.